# جاي فوكس
جاي فوكس (13 أبريل 1570 - 31 يناير 1606) ويُعرف أيضًا باسم غيدو فوكس، حيثُ اتخذَ هذا الاسم أثناء القتال من أجلِ الإسبان، كان عضوًا في مجموعةِ الكاثوليك الإنجليزية الإقليمية والتي خَططت لمؤامرة البارود الفاشلة عام 1605.
وُلدَ جاي وتلقى تعليمهُ في يورك. تُوفيَ والده عندما كانَ في الثامنةِ من عُمره، وبعدها تزوجت والدتُه من كاثوليكٍي عاصٍ. تحولَ جاي إلى الكاثوليكية وغادرَ إلى أوروبا القارية، حيثُ حاربَ في حربِ الثمانين عامًا إلى جانبِ إسبانيا الكاثوليكية ضدَ المُصلحين الهولنديين البروتستانت في البلدان المنخفضة، كما سافرَ إلى إسبانيا لدعمِ العصيانِ الكاثوليكي غيرِ الناجح في إنجلترا. فيما بعد، التقى بتوماس وينتور وعادَ معهُ إلى إنجلترا.
قدمَ توماس جاي إلى روبرت كاتسبي، الذي خططَ لاغتيال الملك جيمس الأول واستعادةِ الملك الكاثوليكي للعَرش. قامَ مُخططو مؤامرة البارود بتأجيرِ غرفةٍ مُقْباة أسفل مجلس اللوردات، وعينَ جاي مسؤولًا عن البارود المُخزن هُناك، وفيما بعد استَلمت السُلطات رسالةً من مجهولٍ حفزتها على تفتيشِ قصر وستمنستر خلالَ الساعات الخمسِ الأولى من يومِ 5 نوفمبر، حيثُ وجدت جاي يحرسُ المتفجرات، وفي الأيام القليلة التالية، استُجوبَ جاي وعُذب حتى اعترف بكلِ شيءٍ في النهاية. مباشرةً قبل إعدامهِ في 31 يناير، سقطَ جاي عن السِقَالَة التي كان يُفترضُ أن يُشنق عليها ويُكسرَ عُنقه، مما جنبهُ ألمَ الشنق المُفترض.
أصبحَ اسمُ جاي مرادفًا لمؤامرة البارود وفشلها الذي يحتفلُ به في بريطانيا منذُ 5 نوفمبر 1605، حيثُ تُحرقُ صُور جاي بشكلٍ تقليدي في مَشعَلَةِ نارٍ كبيرة، ويرافقها عرضٌ للألعابِ النارية.

## بداية حياته

### طفولته

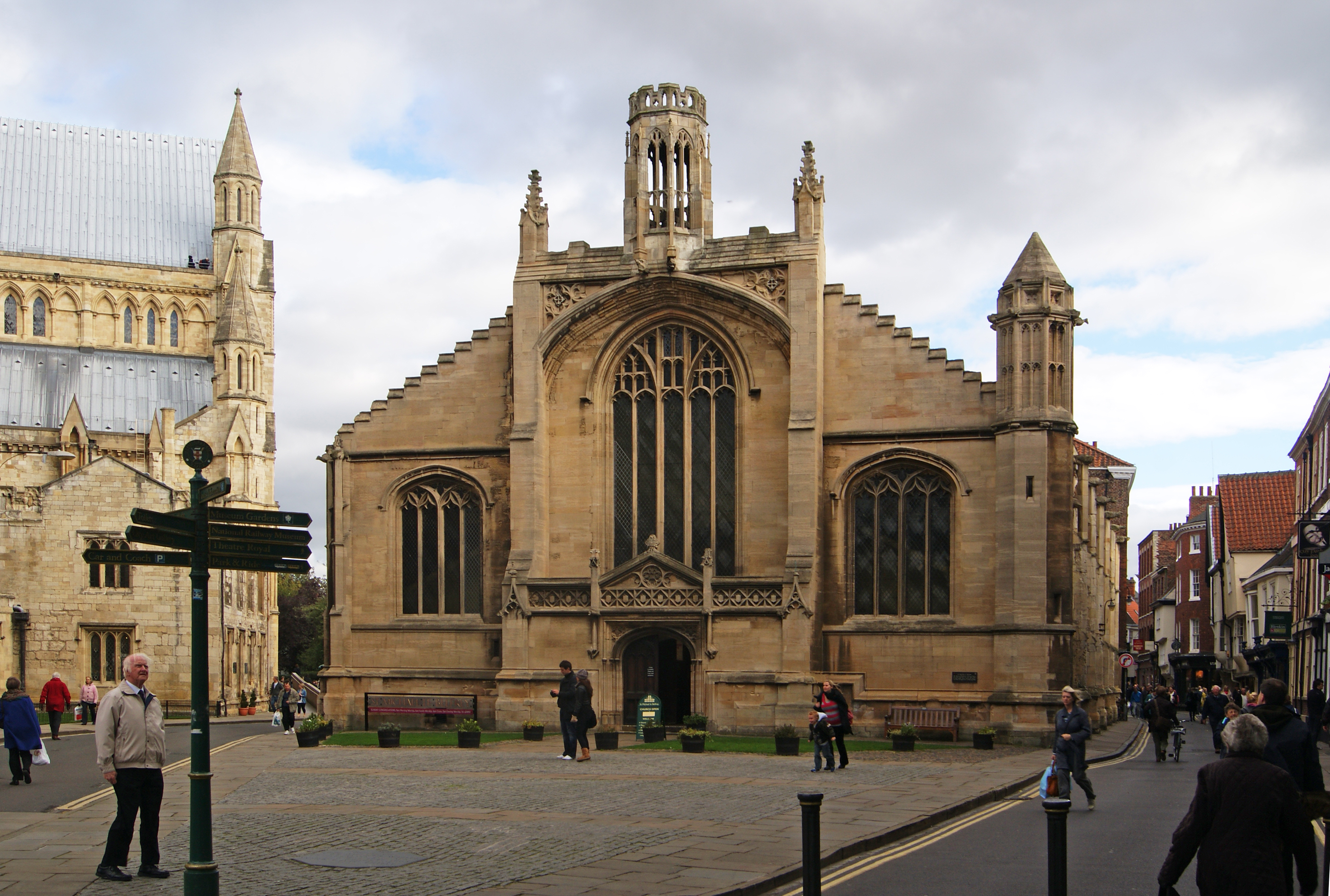
عُمدَ جاي في كنيسة سانت مايكل بلفري بجوارِ كاتدرائية يورك (إلى اليسار).

جاي فوكس أو غاي فوكس (بالإنجليزية: Guy Fawkes)‏ وُلدَ في ستونغيت في يورك عام 1570، وكانَ ترتبيه الثاني بين أربعةِ أطفالٍ ولدوا لإدوارد فوكس، والذي عملَ مُشرفًا ومحامِيَ دفاعٍ في المحكمة الأسقفية في يورك، وزوجتهُ هيَ إديث. كانَ والدا جاي على تواصلٍ مُنتظمٍ مع كنيسة إنجلترا، حيثُ كانت جدتهُ لأبيه المولودة باسم إلين هارينجتون، ابنةَ تاجرٍ بارزٍ والذي خدمَ كعمدة مدينة يورك عام 1536. كانت عائلةُ أم جاي من الكاثوليك العُصاة، كما أنَّ ابن عمهِ ريتشارد كولينج أصبحَ قسًا يسوعيًا. اسم «جاي» غيرُ شائعِ الاستعمال في إنجلترا، ولكن رُبما شاعَ في يورك؛ بسبب السير غاي فيرفاكس من ستيتون وهو شخصيةٌ محليةٌ بارزةٌ في يورك.
تاريخُ ولادة جاي غيرُ معروفٍ، إلا أنهُ قد عُمدَ في كنيسة سانت مايكل بلفري في 16 أبريل، وبما أنَّ الفترة الزمينة المُعتادة بين الولادة والتُعميد هي 3 أيام، فمن المُحتمل أنهُ ولدَ في 13 أبريل. في عام 1568 أنجبت إديث طفلةً تُدعى آن، ولكنها تُوفيت في شهرِ نوفمبر من نفس عام وعمرها 7 أسابيعٍ فقط، كما أنجبت إديث طفلين آخرين بعد جاي: آن (ولدت عام 1572) وإليزابيث (ولدت عام 1575)، وقد تزوجت آن في عام 1599 وإليزابيث في عام 1594.
توفيَ والدُ جاي في عامِ 1579، وكان عمر جاي آنذاك 8 أعوام، وبعد عدة سنوات، تزوجت والدتهُ من ديونيس بين ننبريج (أو دينيس بينبريدج) من سكوتون، هاروغيت. رُبما أصبح جاي كاثوليكيًا بسبب اتجاهات عائلةِ بينبريج الرافِضة، وأيضًا بسبب الفروع الكاثوليكية لعائلاتِ بولين وبيرسي من سكوتون، ولأنه أيضًا قضى جزءً من وقتهِ في مدرسة سانت بيتر في يورك، حيثُ أنَّ حاكم المدرسةِ أمضى حوالي 20 سنة في السجن بسببِ رفضه وتمرده، وأيضًا مدير المدرسة جون بولين ينتمي إلى عائلةٍ بولين في بلوبرهاوسيز والشهيرين بالرفضِ والتمرد في يوركشاير. في عام 1915، اقترحت الكاتبة كاثرين بولن في عمَلِها بولينيو يوركشاير (The Pulleynes of Yorkshire)، أنَّ تعليم جاي الكاثوليكي جاء من أقارب جدته إلين هارينجتون والمعروفين بإيوائِهم للقسيسين، حيثُ أنَّ أحدهم في وقتٍ لاحق، قد رافقَ جاي إلى الفلمنك في 1592-1593. كانَ لجاي عددٌ من الزملاء ومنهم جون رايت وأخيه كريستوفر (شاركِ كلاهما في مؤامرة البارود مع جاي)، وأوزوالد تيسيموند وإدوارد أولدكورن وروبرت مدلتون الذي أصبح قسيسًا، وأُعدمَ في 1601.
دخل جاي في خدمة أنتوني براون، فيكونت مونتاجو الأول بعدَ تركِهِ للمدرسة، وكان الفيكونت كارهًا لجاي، وبعد فترةٍ قصيرة طرده، ولكن وُظفَ فيما بعد بواسطة أنتوني-ماريا براون، فيكونت مونتاجو الثاني، الذي خلف جدهُ في سن 18 عامًا. ذكرَ مصدرٌ واحدٌ فقط أنَّ جاي تزوجَ ولديه طفلٌ واحد، ولكن لا تُوجد تقارير معروفة تؤكدُ ذلك.

### وظيفته العسكرية
في أكتوبر 1591 باعَ جاي ما ورثَهُ عن والدهِ في كليفتون، يورك، ثُمَ سافر جاي للقتالِ في حرب الثمانين عامًا بصفِ إسبانيا الكاثوليكية ضدَ الجمهورية الهولندية الجديدة من 1595 حتى معاهدة فرفينس عام 1598 في فرنسا. على الرغمِ من أنَّ إنجلترا لم تكن مُنخرطةً في العمليات البرية ضدَ إسبانيا، إلا أنَّ البلدينَ كانا في حالة حربٍ مستمرة، وكانَ الأرمادا الإسبانية لعامِ 1588 قبلَ خمسِ سنواتٍ في الماضي. انضمَ جاي إلى السير وليم ستانلي، وهو قائدٌ كاثوليكي إنجليزيٌ مُخضرم في منتصف الخمسيناتِ من العمر، والذي شجعَ جيشَ أيرلندا للقتال في حملة ليستر إلى هولندا. كانَ ستانلي لديهِ احترامٌ عالٍ لإليزابيث الأولى، ولكنَ بعد استسلام ديفينتر للإسبان عام 1587، قامَ مع معظمِ قواته بتحويلِ ولائِهم لخدمة إسبانيا. أصبحَ جاي فارسًا أو ضابِطًا مبتدئًا، حيثُ قاتلَ بشكلٍ جيدٍ في حصار كاليه عام 1596، وبحلولِ عامَ 1603 كان قد أوصيَ به للرئاسة، وفي هذه السنة، سافرَ إلى إسبانيا للحصولِ على دعمِ العصيان الكاثوليكي في إنجلترا، واستغلَ هذا الموقف لتبني النسخة الإيطالية من اسمه وهي غيدو، وفي مذكراتِه وصفَ جيمس الأول (الذي أصبحَ ملكَ إنجلترا في نفس العام) على أنهُ "زِنْدِيق"، الذي كان ينوي طردَ كل الطائفة البابوية من إنجلترا، كما أدانَ جاي اسكتلندا والملِك المُفَضَّل بين النبلاء الاسكتلنديين، حيثُ كتب «من غيرِ الممكنِ التوفيق بين هاتين الدولتين، كما هما عليهما لفترةٍ طويلة جداً». على الرغمِ من أنَّ جاي استقبله بأدب، إلى أنَّ فيليب الثالث عارضَ تقديمَ أي دعمٍ لجاي.

## مؤامرة البارود

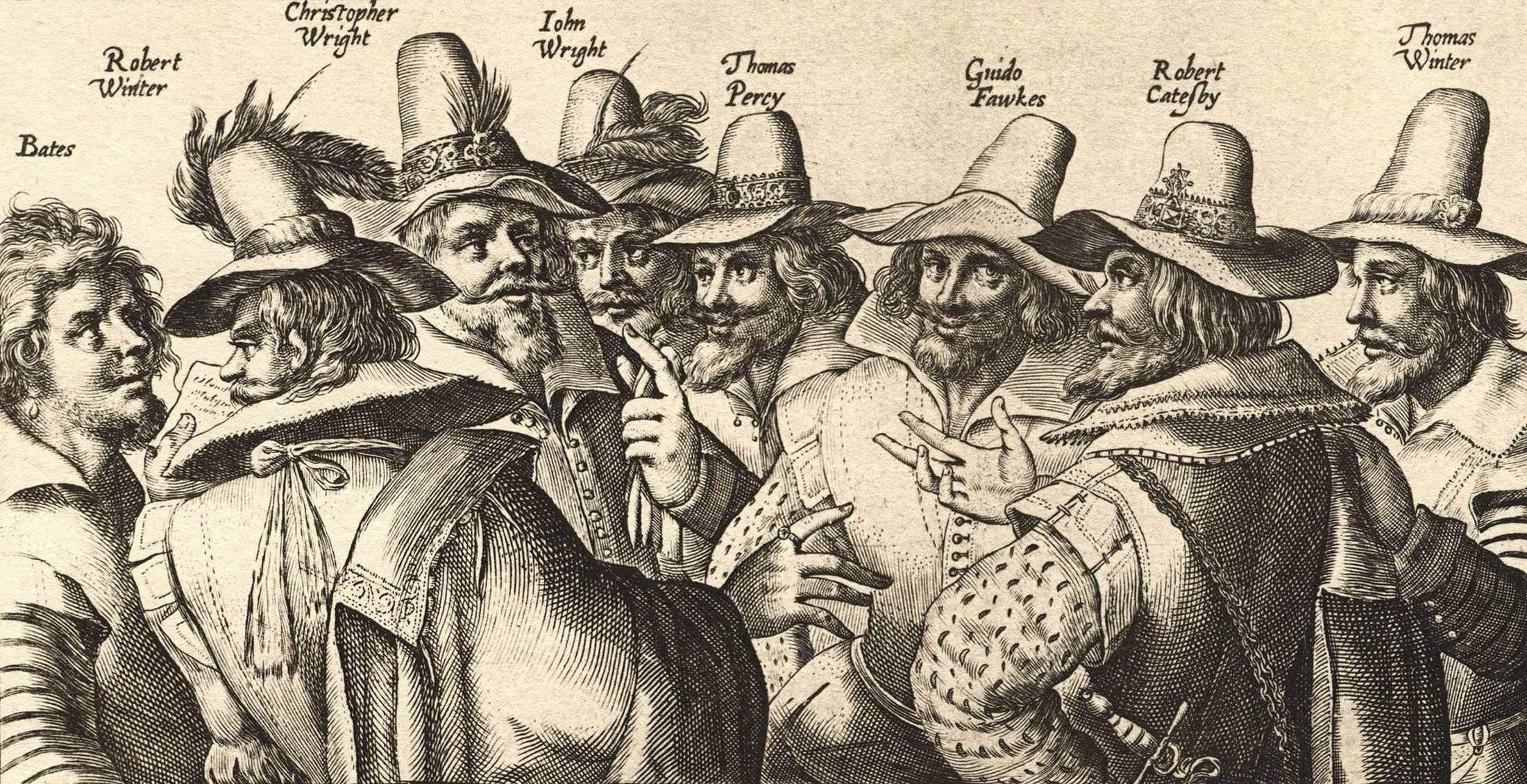
نقشٌ معاصر لثمانيةٍ من المتآمرين الثلاثة عشر، من صنعُ كريسبين فان دي باس. جاي فوكس هو الثالث من اليمين.

انضمَ جاي في عامِ 1604 إلى مجموعةٍ صغيرة من الإنجليز الكاثوليك بقيادةِ روبرت كاتسبي الذي خططَ لاغتيالِ البروتستانتي الملك جيمس، واستبداله بابنته الأميرة إليزابيث ذات الترتيب الثالث في تعاقبِ الوراثة. وُصِفَ جاي من قبل القس اليسوعي أوزوالد تيسيموند وصديقه في المدرسة السابقة بأنهُ «ذو نهجٍ جميلٍ وأسلوبٍ مُبهج، ومعارضٌ للنزاعاتِ والخلافات... ومخلصٌ لأصدقائه»، كما زَعمَ أوزوالد أنَّ جاي «رجلٌ على درجةٍ عاليةٍ من الكفاءةِ في قضايا الحرب»، وأنَّ هذا الخليط من الإخلاص والاحتراف جعل جاي مُحببًا لزملائه المتآمرين. تصفُ المؤلفة أنطونيا فرازير جاي على أنهُ «رجلٌ طويلُ القامة، ذو بُنيةٍ قوية وشعرٌ كثيفٌ بنيٌ مُحمرُ اللون، وأنَّ له شاربٌ متواصلٌ حسبَ تقاليد ذلك الوقت، ولديه لحيةٌ كثيفة بنية مُحمرة»، كما ذكرت بأنهُ «رجلُ الأفعال... قادرٌ على الجدال بذكاءٍ، فضلًا عن تحملهِ البدني إلى حدٍ يُفاجئ أعدائه».
عُقد الاجتماع الأول بينَ المتآمرين الرئيسين الخمسة يوم الأحد 20 مايو 1604، وكانَ في حانةٍ تُسمى ذا دك آند درايك‏ (The Duck and Drake) في منطقةِ ستراند الحديثة في لندن. كانَ روبرت كاتسبي قد اجتمعَ سابقًا مع توماس وينتور وجون رايت، واقترحَ قتل الملك وحكومته عبر «انفجارٍ بالبارود في مبنى البرلمان»، وكانَ توماس وينتور معترضًا على الخطةِ في البداية، إلا أن روبرت اقنعَهُ بالسفرِ إلى أوروبا القارية لطلبِ المساعدة، حيثُ التقى توماس وينتور مع كبيرِ موظفي قشتالة، والجاسوس الويلزي المَنفي هيو أوين، ومعَ السير وليم ستانلي، الذي قالَ أنَّ روبرت كاتسبي لن يتلقى أيَ دعمٍ من إسبانيا، وبالرغم من ذلك، قامَ هيو أوين بتعريفِ توماس وينتور على جاي فوكس، والذي كان بعيدًا عن إنجلترا لسنواتٍ عديدة، لذلكَ لم يكن معروفًا إلى حدٍ كبيرٍ في البلاد. كانَ توماس وينتور وجاي فوكس مُتعاصرين، حيثُ كانا مُقاتلين، وكليهِما لديه تجربةٌ مُباشرة في عدم رغبة الإسبان بمساعدتهم. أخبرَ توماس وينتور جاي بخطتهم لفعلِ بعض الأشياء في إنجلترا إذا لم يُساعد السلام مع إسبانيا في حل الأمر، وفي أبريل 1604 عادَ توماس وجاي إلى إنجلترا. لم يتفاجئ كاتسبي من أخبارِ وينتور؛ فعلى الرغم من الثرثرةِ الإيجابية للسلطات الإسبانية، فقد كان كاتسبي خائفًا من أنَّ أفعالهم لن تلقى الإجابة.
في يونيو 1604، رُقي توماس بيرسي وهو أحد المتآمرين، بحيثُ أصبحَ لديهُ وصولٌ إلى منزلٍ في لندن يخصُ جون وينيارد حارس خِزَانة الملك. نُصب فوكس نائبًا عن بيرسي، وبدأ باستخدامٍ اسم جون جونسون كاسمٍ مستعارٍ له. زعمَ التقرير المُعاصر للإدعاء (أُخذَ من اعترافاتِ توماس وينتور) أنَّ المتآمرين حاولوا حفرَ نفقٍ من أسفل منزل وينيارد إلى البرلمان، وعلى الرغم من هذا فإنَّ القصة قد تكونُ مُختلقةً من الحكومة، حيثُ أنَّ الإدعاء لم يُقدم أيَّ دليلٍ على وجودِ النفق، ولم يُعثر على أيِ أثرٍ للنفق، كما أنَّ فوكس لم يعترف بوجودِ هذا المُخطط حتى استجوابه الخامس، وحتى ذلك الوقت لم يكن قد حدد موقع النفق. وعلى الرغم من الشكوك حولِ صحة هذه القصة، إلا أنهُ في ديسمبر 1604 كان المتآمرون مشغولين في حفرِ النفق من منزلهم المؤجر إلى مجلس اللوردات، وقد توقفوا عن الحفرِ عندما سمعوا أصواتًا من الأعلى، فأرسلوا فوكس للتَحَقُقِ من الأمر، وعادَ يُخبرهم بأنهُ وجدَ أرملة المستأجر تقومُ بتنظيفِ غرفةٍ مُقباةٍ قريبة، أسفلَ مجلس اللوردات مُباشرةً.
قامَ المتأمرون بزيادةِ فترة إيجارِ الغرفة، والتي كانت تخصُ جون وينيارد أيضًا، وبما أنها غيرُ مستخدمةٍ ومتسخة، فقد كانت المكانَ الأنسب لإخفاء البارود الذي ينوي المتآمرون تخزينه. وفقًا لاعترافات فوكس، فإنهُ في البداية قد خُزنَ 20 برميلًا من البارود، وَأُضيفَ لها 16 برميلًا في 20 يوليو. ولكن في 28 يوليو، أُجلَ افتتاحُ البرلمان حتى يوم الثلاثاء الموافق 5 نوفمبر؛ بسببِ تهديد انتشار وباءِ الطاعون آنذاك.

### في الخارج
في مايو 1605 سافر جاي فوكس للخارج في مُحاولة منه لكسب الدعم الأجنبي، وقام بإخبار هيو أوين بخطة المتآمرين. في مرحلةٍ ما خلال رحلة جاي فوكس ورد اسمه في ملفات روبرت سيسيل الذي كان يوظف شبكة من الجواسيس في أوروبا، وكان من هؤلاء الجواسيس الكابتن ويليام تيرنر الذي يُعتقد أنه كان مسؤولًا في هذه الشبكة. بالرغم من أن التقارير التي أمدها جاي فوكس لسيسيل لا تتعدى كونها نمطًا غامضًا من تقارير الغزو ولا تحتوي أي شيء متعلق بمؤامرة البارود إلا أنه في 21 أبريل أخبر فوكسُ سيسيلَ بكيفية جلبه إلى إنجلترا بواسطة أوزوالد تيسيموند. فوكس كان فلمنكيًا مرتزقًا معروفًا، وكان قد تم تقديمه إلى السيد كاتسبي وأصدقاء النبلاء المبجلين الذين يمتلكون جيوشًا وخيولًا في حالة تأهب. مع ذلك لم يشر تقرير ويليام تيرنر إلى اسم جاي فوكس المُستعار، وهو جون جونسون، ولم يتم التوصل إلى سيسيل إلا مُتأخرًا في شهر نوفمبر الذي تلى اكتشاف المؤامرة.
من غير المعروف متى عاد فوكس لإنجلترا على وجه التحديد لكنه عاد إلى لندن في أواخر أغسطس 1605 عندما اكتشف هو وتوماس وينتور أن البارود المُخزن في السرداب أصبح فاسدًا؛ لذلك تم جلب المزيد من البارود إلى الغرفة وتم إخفاؤه عن طريق وضعه في الحطب. كان الدور النهائي لفوكس مُتمثلا في سلسلة من اللقاءات في شهر أكتوبر، وكانت مهمته في المؤامرة متمثلة في إشعال الفتيل ومن ثم الهرب عبر نهر التايمز، وفي الوقت ذاته ستساعد الثورة في وسط البلاد من التأكد من أسر الأميرة إليزابيث. كان قتل الملك سيكون عملًا مستهجنًا؛ لذلك كان على فوكس -من ضمن مهامه- التوجه إلى أوروبا القارية بعد اغتيال الملك؛ لكي يشرح للقوى الكاثوليكية دوره المقدس الذي قام به لاغتيال الملك وحاشيته.

### الاكتشاف

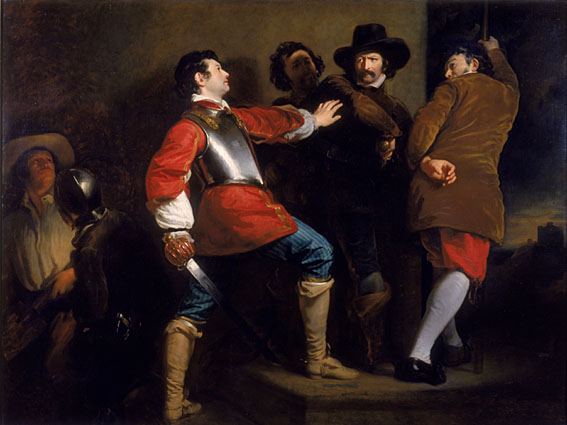
لوحة مرسومة عام 1823 تعبر عن لحظة اكتشاف مؤامرة البارود بريشة هنري بيرونت بريجز

كان بعضُ المتآمرين قلقينَ من أنهم قد يقتلون عددًا من زملائهم الكاثوليك الذين سيحضرون افتتاح البرلمان، لذلك في مساء يوم 26 أكتوبر، أُرسلت رسالةٌ مجهولة إلى لورد مونتيغل تُحذره بالبقاء بعيدًا، حيثُ تطلب منه «عدم التوجه للبرلمان من أجل سلامته، لإنه قد يحدث انفجارٌ من أسفل البرلمان». قام أحد مُوظفي لورد مونتيغل بإخباره بسرعةٍ عن الرسالة ومحتواها، ولكن على الرغم من هذا، إلا أنَّ المتآمرين قرروا الاستمرار في خطتهم، حيث ظنّوا أنه من المؤكد أنَّ اللورد سيعتبر الرسالة مُجرد خدعة. وقد فحص فوكس السرداب في 30 أكتوبر، وأرسل تقريرًا قال فيه أن كل الأمور على ما يُرام، وفي نفس الوقت فقد تصاعدت شكوك مونتيغل، وعرض الرسالة على الملك جيمس، فأمر الملك السير توماس نايفت أن يجري تفتيشًا في الأقبية الموجودة أسفل البرلمان، وقد قام بهذا الأمر في الساعات الأولى من 5 نوفمبر، وكان فوكس قد اتخذ موقعه في الساعات الأخيرة من الليلة الماضية، وكانت معه فتيلة لإشعال المُتفجرات، وساعة أعطاها له توماس بيرسي؛ لأنه ينبغي عليه أن يعرف كيف يمضي الوقت، وقد تم العثور على فوكس، وهو يغادر القبو بعد منتصف الليل بقليل، وتم العثور على براميل البارود مُخبأةً تحت أكوام الحطب والفحم.

### التعذيب

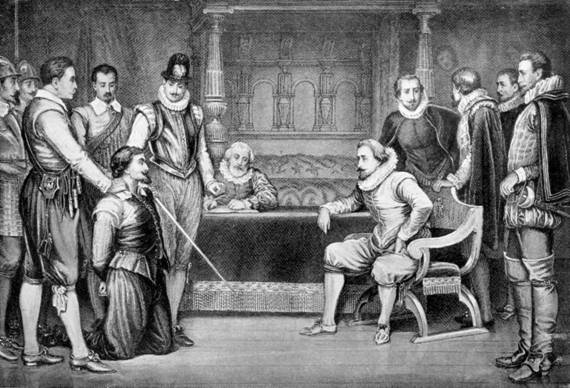
جيمس الأول يُحقق مع جاي فوكس

قال فوكس في التحقيق أن اسمه هو جون جونسون، وكان أعضاء غرفة الملك الملكية هم أول من استجوبوه، وكان يبدو على فوكس مظهر عدم الاكتراث والتحدي. عندما سأله أحد اللوردات ماذا كان ينوي أن يفعل بامتلاكه كمية كبيرة من البارود، رد فوكس قائلًا أن نيته هي «تفجير المُتسولين الاسكتلنديين كي يعودوا إلى جبالهم الأصلية». عرَّف فوكس نفسه بأنه كاثوليكي يبلغ من العمر 36 عامًا من نيثردال التابعة لمُقاطعة يوركشاير، وقال أن اسم أبيه هو توماس، واسم أمه هو إديث جاكسون. لفتت الجروح الموجودة في جسد فوكس انتباه مستجوبيه، فأوضح لهم أنها من آثار التهاب الجنبة. قد أقر فوكس بنيته في تفجير مجلس اللوردات كما عبر عن ندمه في فشله في فعل ذلك أيضًا. موقف فوكس الثابت أكسبه إعجاب الملك جيمس به حيث وصف فوكس بأنه يمتلك ثبات روماني.
بالرغم من ذلك لم يمنع إعجاب الملك جيمس بجاي فوكس من أن يأمر في 6 نوفمبر بتعذيبه؛ لكي يبوح بأسماء شركائه المُتآمرين، وقد أمر الملك بأن يكون التعذيب خفيفًا في البداية مُشيرًا لهم باستخدام الأصفاد لكن لا مانع بمزيد من الشدة إن كان ذلك ضروريًا مُعطيًا الإذن لهم باستخدام المخلعة أي يكون التعذيب مُتدرجًا فيكون خفيفًا في البداية ثم يصبح أسوأ، ولكن بصورة تدريجية. كان فوكس قد انتقل إلى برج لندن، وكان الملك قد حضر قائمة من الأسئلة كي يسألوها لجونسون، مثل: متى وأين تعلم اللغة الفرنسية؟ ولو كان ينتمي إلى الكنيسة الرومانية الكاثوليكية، فمن رباه على ذلك؟ فيما بعد عُرفت الغرفة التي كان يُستجوب فيها فوكس باسم غرفة جاي فوكس.

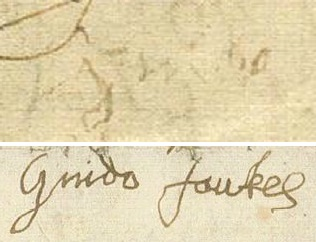
توقيع فوكس باسم "غيدو" الذي وقعه بعد تعذيبه يُعتبر توقيع ردئ واضح بالكاد مُقارنةً بتوقيع آخر له

أشرف السير ويليام وايد الذي كان مُلازمًا في برج لندن على تعذيب فوكس كما أنه استطاع الحصول على اعترافات فوكس. عندما قام ويليام بفحص سجن جون جونسون وجد خطابًا مُوجهًا إلى جاي فوكس فاندهش ويليام من ذلك، ولكن جاي فوكس -الذي كان يدّعي حينئذٍ أن اسمه جون جونسون- ظل صامتًا ولم يبح بأي شيء عن المؤامرة أو عن شركائه. في مساء 6 نوفمبر تحدث فوكس مع وايد، وقد قدم وايد تقريرًا لسالزبوري قال فيه: «لقد أخبرنا جونسون أنه منذ أن تعهد بالقيام بهذا الفعل فإنه كان يُصلي يوميًا لله الذي يقوم من أجله بهذا الفعل الذي سيؤدي إلى تقدم العقيدة الكاثوليكية وإنقاذ روحه». وفقًا لوايد، فإن فوكس تمكن من أخذ قسطٍ من الراحة بالرغم من أنه قد تم تحذيره أنه سيُستجوب حتى يتم معرفة جميع أسراره التي يخبئها في داخله وجميع شُركائه، وقد فقد فوكس اتزانه العقلي في اليوم التالي
لاحظ المُراقب السير إدوارد هوبي أنه منذ أن أصبح فوكس في البرج، وقد بدأ يتحدث اللغة الإنجليزية. أفصح فوكس عن هُويته الحقيقية في 7 نوفمبر، وقد أخبر مُستجوبيه أن هُناك 5 أشخاص آخرين مُتورطين معه في المُؤامرة لقتل الملك، وقد بدأ يفصح عن أسمائهم في يوم 8 نوفمبر، وأنه كيف كان ينوي أن يُجلس الأميرة إليزابيث على العرش. في اعتراف فوكس الثالث يوم 9 نوفمبر قام فوكس بتوريط فرانسيس تريشام. في أعقاب مؤامرة ريدولفي التي تورط فيها 1571 سجينًا أصبح المُتهمون يملون اعترافاتهم قبل نسخها وتوقيعها من قبل المُتهمين إن كانوا يستطيعون. بالرغم من أنه من غير المؤكد إن كان فوكس تم تعذيبه بالمخلعة أم لا، ولكن يُعتبر توقيع فوكس على اعترافاته دليلًا على المُعاناة التي تعرض لها على أيدي المُحققين.

## المحاكمة والإعدام
بدأت مُحاكمة المُتهمين الثمانية يوم الاثنين المُوافق 27 يناير 1606. انتقل فوكس مع زملائه السبعة من برج لندن إلى قاعة وستمنستر بواسطة زورق نهري. تم الاحتفاظ بهؤلاء المُتآمرين في غرفة النجم قبل أن يتم نقلهم إلى قاعة وستمنستر حيث كانوا مُثبتين على سقالة مصنوعة خصيصًا لهذا الغرض، وبينما كان مفوضو اللوردات يقرؤون قائمة الاتهامات كان الملك وأفراد أسرته المُقربون يراقبون ما يحدث سرًا، وقد كان فوكس يُدعى باسم «غيدو فوكس» في المُحاكمة، ويُقال أنه كان يُدعى «غيدو جونسون»، وقد قال مُدافعًا عن نفسه أنه غير مُذنب بالرغم من أنه أبدى اعترافه بذنبه من اللحظة التي قُبض عليه فيها.

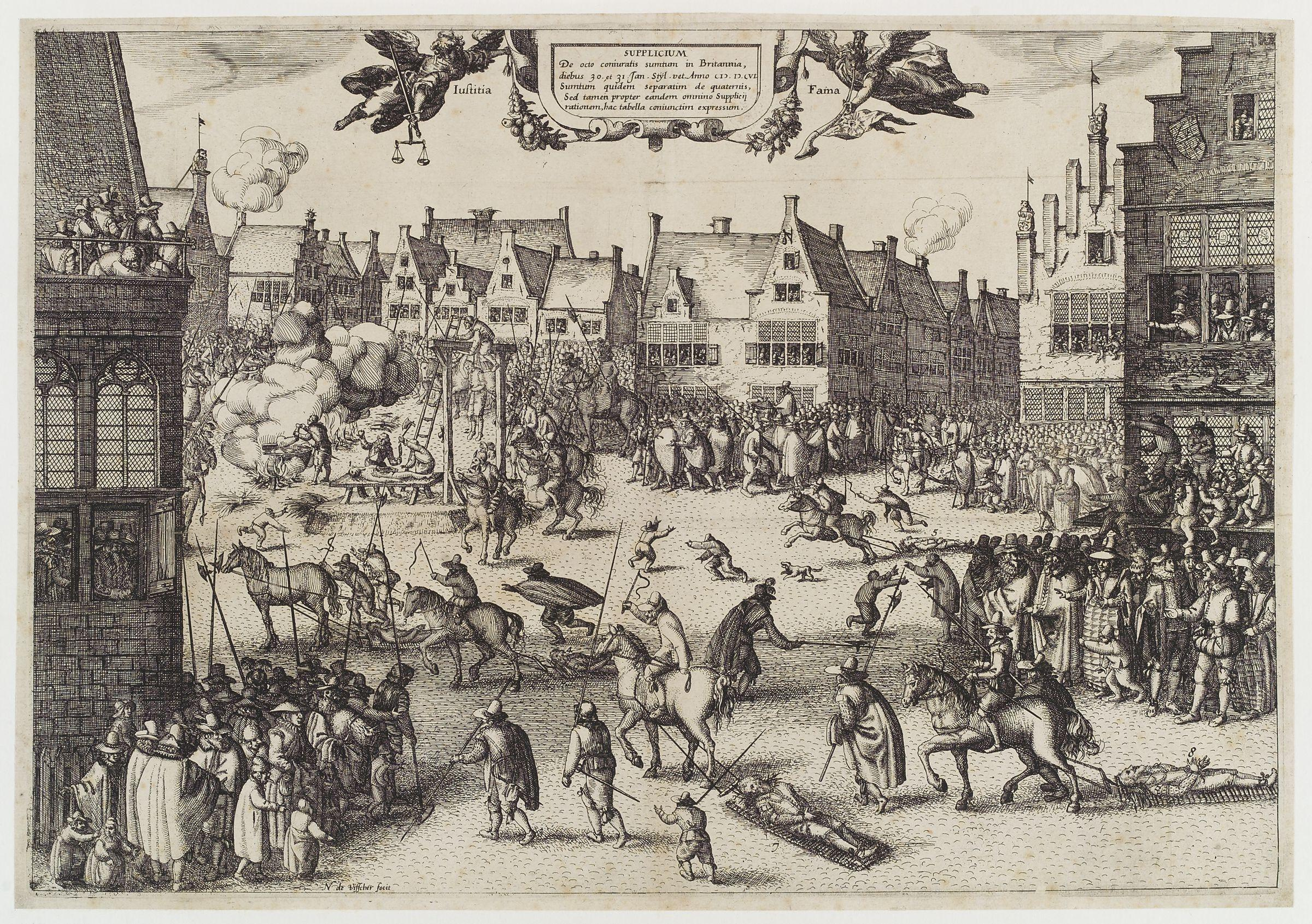
لوحة لكلايس يانس فيشر تصور إعدام فوكس في 1606

ارتأت هيئة المُحلفين أن كل المُتهمين مذنبون، وقد أعلن اللورد رئيس المحكمة العليا السير جون بوفام أنَّ ما ارتكبه المُتهمون هو خيانة عظمى، وقد قال المُدعي العام السير إدوارد كوك أن جميع المتهمين يعدموا بعقوبة السحب والشنق والإرباع، حيث يسحبون على الأرض إلى موقع الإعدام بواسطة حصان ويكون رأسهم ناحية الأرض، وكأنهم سيُقتلون بين السماء والأرض إشارةً أنهم لا يستحقون كليهما، ثُمّ تُقطع أعضائهم التناسلية وتجر أمام أعينهم، وبعد ذلك سيتم استئصال أحشائهم وقلوبهم وقطع رؤوسهم، وتقسم جثثهم إلى أربع أقسام ترسل إلى الجهات الأربعة وتُعرض للعيان، وذلك حتى يُصبحوا فريسة للطيور. تمت قراءة شهادة فوكس وتريشام بخصوص الخيانة الإسبانية بصوتٍ عالٍ بالإضافة إلى الاعترافات المُرتبطة بمؤامرة البارود، وكان آخر دليل تم تقديمه هو مُحادثة جرت بين فوكس ووينتور الذي كان محبوسًا في زنزانة مُجاورة حيثُ على ما يبدو أنهما كان يعتقدان أنهما يتحدثان بسرية، ولكن أحد الجواسيس الحكوميين استطاع تسجيل الحوار، وعندما كان المسجونان يتحدثان أوضح فوكس أنه غير مُذنب مُتجاهلًا جوانب مُعينة من الاتهمات المُوجهة إليه.
في 31 يناير 1606 تم سحب جاي فوكس وتوماس وينتور وأمبروس ركيود على حواجز مُعرشة من البرج إلى ساحة القصر القديم في وستمنستر، ووضعوهم مقابل المبنى الذي حاولوا تدميره، وبعد ذلك تم مُعاقبة شركاء فوكس بالشنق والسحب والإرباع، وكان فوكس هو آخر من وقف على السقالة، وقد طلب فوكس من الملك والدولة أن يغفروا له مع الحفاظ على صلبانه وعلى شعائر العُطلات (ممارسات كاثوليكية). بدأ فوكس يتسلق السلم إلى حبل المشنقة، وقد كان ضعيفًا جدًا بسبب التعذيب الذي تعرض له، فساعده جلاده على تسلق السلم، وقد استطاع فوكس أن يتجنب آلام كسر الرقبة التي يواجهها الجسد بعد شنقه، وذلك عن طريق القفز حتى الموت، والتسلق عاليًا بحيث أصبحت وضعية الحبل غير مضبوطة، وبعد شنقه تعرض للإرباع بالرغم من موته، وقد تم توزيع أجزاء جسد فوكس في الزوايا الأربعة للمملكة؛ ليكون عبرة لمن يفكر في الخيانة، وذلك كما جرت العادة.

## الإرث

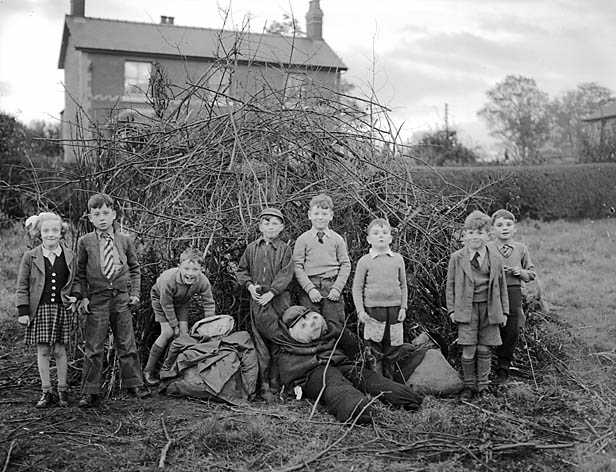
أطفال يستعدون لإقامة احتفالات جاي فوكس الليلية (1954)

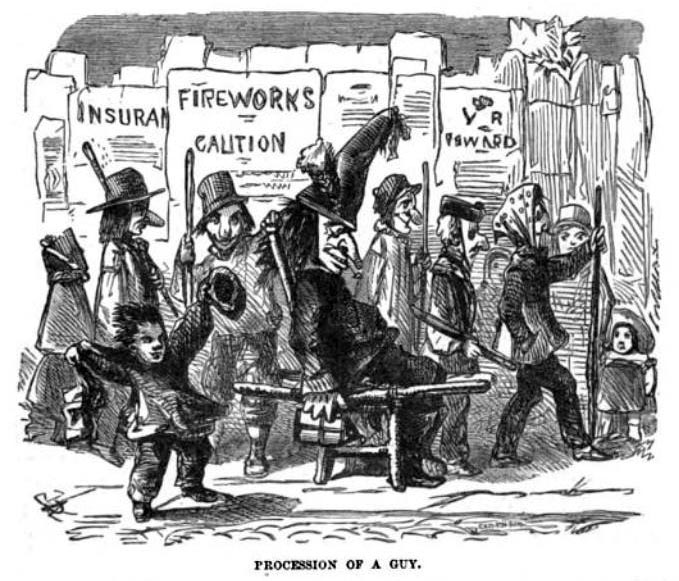
رسمٌ لمجموعة من الأطفال يرافقون دميةً لجاي فوكس (1864)

شُجِعَ سُكان لندن في 5 نوفمبر 1605 للاحتفال بنجاةِ الملك من محاولة الاغتيال بإشعال النيران، شريطةً أن تكون بهدف التعبير عن الفرح، وأن تكون بحذرٍ دون أي خطرٍ أو اضطراب. وُضع قانونٌ برلماني اعتبر يوم 5 نوفمبر من كل عام يومًا للشكر للفرح بإنقاذ الملك، وظل القانون ساريَ المفعول حتى عام 1859. على الرغم أنَّ جاي فوكس كان واحدًا من 13 متآمرًا، إلا أنهُ كان الأكثر ارتباطًا بالمؤامرة.

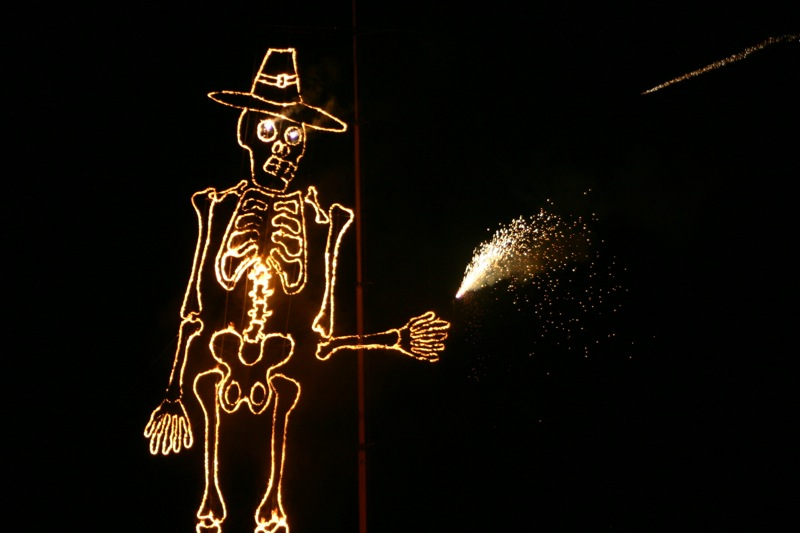
تمثال لجاي فوكس في عام 2007

يُسمى يوم 5 نوفمبر في بريطانيا بأسماءٍ مُختلفة منها ليلة جاي فوكس، يوم جاي فوكس، ليلة المؤامرة، ليلة البون فاير (حيث ترجع هذه التسميات مباشرةً إلى الاحتفال الأصلي في 5 نوفمبر 1605.). كانت ليلة البون فاير مصحوبةً بالألعاب النارية منذ عام 1650 وما بعده، وبعد عام 1673 أصبح من المعتاد حرق دمية (عادةً للبابا) وذلك عندما تحول الوريث جميس دوق يورك إلى الكاثوليكية. تُحرق أيضًا دُمًى لشخصيات بارزة أُخرى مثل بول كروغر ومارغريت ثاتشر، وذلك على الرغم أنَّ معظم الدمى الحديثة تكون لجاي فوكس نفسه. عادة ما يقوم الأطفال بصناعة دُمية جاي فوكس باستعمال الملابس القديمة والصحف وقناعه. خلال القرن التاسع عشر، أصبح مُصطلح «جاي» يعني شخص يرتدي ملابس غريبة، ولكنه في اللغة الإنجليزية الأمريكية فقد دلالاته التحقيرية وأصبح يُستخدم للإشارة إلى أي شخصٍ ذكر.
وصف أستاذ التاريخ في جامعة يورك جيمس شارب كيف أصبح جاي فوكس محطًا للإعجاب بأنهُ «آخر رجلٍ دخل البرلمان بنوايا صادقة». قدم ويليام هاريسون إينسوورث عام 1841 روايةً تاريخية رومانسية بعنوان جاي فوكس أو مؤامرة البارود (Guy Fawkes; or, The Gunpowder Treason)، وصور فيها جاي فوكس بتعاطفٍ عامٍ معه، حيثُ حولت روايته جاي فوكس إلى شخصيةٍ خياليةٍ مقبولة. ظهر جاي فوكس لاحقًا بشخصيةٍ بطل أكشن أساسي في كتب الأطفال والروايات البنسية مثل أيام صبا جاي فوكس، أو متآمرو لندن القديمة (The Boyhood Days of Guy Fawkes; or, The Conspirators of Old London) والتي نشرت عام 1905 تقريبًا. وفقًا للمؤرخ لويس كول، فإنَّ جاي فوكس قد أصبح في أواخر القرن العشرين رمزًا رئيسيًا في الثقافة السياسية الحديثة، حيثُ أصبح وجهه أداةً قوية محتملة للتعبير عن فوضى ما بعد الحداثة في أواخر القرن العشرين.

### بِاللُغة العربيَّة
1. ↑  نصر المجالي (4 نوفمبر 2016). "تزامنًا مع ذكرى المحاولة الفاشلة ضد البرلمان العام 1605، بريطانيون "يحرقون" دونالد ترامب!". إيلاف. مؤرشف من الأصل في 2017-06-18. اطلع عليه بتاريخ 2018-01-25.
2. ↑  تشارلز ديكنز (2013). عباس حافظ (المحرر). مذكرات بكوك. ص. 685. ISBN:9789777193948. مؤرشف من الأصل في 2020-01-03. اطلع عليه بتاريخ 2018-06-25.
3. ↑  د.ميثاق بيت الضيفي (2018). ملك الرحيل 1688-1701م. لندن: دار إي-كتب. ص. 20. ISBN:978-1-78058-339-6. مؤرشف من الأصل في 2020-01-03. اطلع عليه بتاريخ 2018-06-25.
4. ↑  ديفيد هنري ثورو (2013). هالة صلاح الدين (المحرر). ولدن. ص. 167. ISBN:9789774902406. مؤرشف من الأصل في 2020-01-03. اطلع عليه بتاريخ 2018-06-25.
5. ↑  د.محمد بدوي (2003). قاموس أكسفورد المحيط (انكليزي-عربي). بيروت، لبنان: أكاديميا إنترناشيونال. ص. 383. ISBN:9953-3-0050-X. مؤرشف من الأصل في 2020-01-03. اطلع عليه بتاريخ 2018-06-25.
6. ↑  أيهم الصباغ (2013). عدو محارب: رحلة مسلم بريطاني إلى معتقل غوانتانامو ذهابًا وإيابًا. السعودية: العبيكان للنشر. ص. 374. ISBN:9786035034951. مؤرشف من الأصل في 2020-01-03. اطلع عليه بتاريخ 2018-06-25.
7. ↑  د.صديق محمد جوهر (2016). رحلة القوافي في متاهات المدينة. القاهرة، مصر: دار صفصافة للنشر. ص. 34. ISBN:9789775154910. مؤرشف من الأصل في 2020-01-03. اطلع عليه بتاريخ 2018-06-25.
8. ↑  سمير شيخاني (1996). سِجل الأيام. دار الجيل. مؤرشف من الأصل في 2020-01-03. اطلع عليه بتاريخ 2018-06-25.
9. ↑  "ترجمة ومعنى drake في قاموس المعاني". قاموس المعاني. مؤرشف من الأصل في 2018-06-27. اطلع عليه بتاريخ 2018-06-27.

### باللغة الإنجليزية
- Allen، Kenneth (1973)، The Story of Gunpowder، Wayland، ISBN:978-0-85340-188-9
- Bengsten، Fiona (2005)، Sir William Waad, Lieutenant of the Tower, and the Gunpowder Plot (ط. illustrated)، Trafford Publishing، ISBN:1-4120-5541-5، مؤرشف من الأصل في 2016-12-31[نشر ذاتي؟]
- Cobbett، William (1857)، A History of the Protestant Reformation in England and Ireland، Simpkin, Marshall and Company، مؤرشف من الأصل في 2019-09-20
- Fox، Adam؛ Woolf، Daniel R. (2002)، The spoken word: oral culture in Britain, 1500–1850، Manchester University Press، ISBN:0-7190-5747-7
- Fraser، Antonia (2005) [1996]، The Gunpowder Plot، Phoenix، ISBN:0-7538-1401-3
- Haynes، Alan (2005) [1994]، The Gunpowder Plot: Faith in Rebellion، Hayes and Sutton، ISBN:0-7509-4215-0
- Northcote Parkinson، C. (1976)، Gunpowder Treason and Plot، Weidenfeld and Nicolson، ISBN:0-297-77224-4
- Sharpe، J. A. (2005)، Remember, Remember: A Cultural History of Guy Fawkes Day (ط. illustrated)، Harvard University Press، ISBN:0-674-01935-0
- Thompson، Irene (2008)، The A to Z of Punishment and Torture: From Amputations to Zero Tolerance، Book Guild Publishing، ISBN:978-1-84624-203-8
- Younghusband، George (2008)، A Short History of the Tower of London، Boucher Press، ISBN:978-1-4437-0485-4

### الهوامِش
1. 1 2   http://www.bbc.co.uk/history/people/guy_fawkes. {{استشهاد ويب}}: |url= بحاجة لعنوان (مساعدة) والوسيط |title= غير موجود أو فارغ (من ويكي بيانات) (مساعدة)
2. 1 2 3  Sharpe 2005، صفحة 48
3. ↑  New Catholic Encyclopedia section on 'recusants'
4. ↑  Burton, E. (1911). "English Recusants", The Catholic Encyclopedia. New York: Robert Appleton Company; retrieved 11 September 2013 from New Advent نسخة محفوظة 15 أكتوبر 2018 على موقع واي باك مشين.
5. 1 2 3 4 5 6 7 8 9 10 11 12  Nicholls، Mark (2004)، "Fawkes, Guy (bap. 1570, d. 1606)"، Oxford Dictionary of National Biography (ط. online)، Oxford University Press، DOI:10.1093/ref:odnb/9230، مؤرشف من الأصل في 2022-10-03، اطلع عليه بتاريخ 2010-05-06 (يتطلب وجود اشتراك أو عضوية في المكتبة العامة في المملكة المتحدة)
6. 1 2 3 4 5 6  Northcote Parkinson 1976، صفحات 91–92
7. 1 2  Fraser 2005، صفحة 283
8. 1 2  Sharpe 2005، صفحات 76–77
9. 1 2  Fraser 2005، صفحة 349
10. ↑  Haynes 2005، صفحات 28–29
11. ↑  Guy Fawkes، The Gunpowder Plot Society، مؤرشف من الأصل في 18 مارس 2010، اطلع عليه بتاريخ 19 مايو 2010
12. ↑  "فوكس، جاي" في قاموس السير الوطنية، ليسلي ستيفن، مطبعة جامعة أكسفورد، لندن (1921–1922).
13. 1 2 3  Fraser 2005، صفحة 84
14. ↑  Fraser 2005، صفحة 86 (note)
15. ↑  Sharpe 2005، صفحة 49
16. 1 2  Herber، David (أبريل 1998)، "The Marriage of Guy Fawkes and Maria Pulleyn"، The Gunpowder Plot Society Newsletter، The Gunpowder Plot Society، مؤرشف من الأصل في 2011-06-17، اطلع عليه بتاريخ 2010-02-16
17. ↑  Fraser 2005، صفحات 84–85
18. ↑  Fraser 2005، صفحات 85–86
19. 1 2  Fraser 2005، صفحة 86
20. ↑  Fraser 2005، صفحة 89
21. ↑  Fraser 2005، صفحات 87–90
22. ↑  Northcote Parkinson 1976، صفحة 46
23. ↑  Fraser 2005، صفحات 140–142
24. 1 2  Fraser 2005، صفحات 117–119
25. ↑  Fraser 2005، صفحة 87
26. ↑  Nicholls، Mark (2004)، "Catesby, Robert (b. in or after 1572, d. 1605)"، Oxford Dictionary of National Biography، Oxford University Press، DOI:10.1093/ref:odnb/4883، مؤرشف من الأصل في 2023-05-21، اطلع عليه بتاريخ 2010-05-12 (يتطلب وجود اشتراك أو عضوية في المكتبة العامة في المملكة المتحدة)
27. ↑  Fraser 2005، صفحات 122–123
28. ↑  Nicholls، Mark (2004)، "Winter, Thomas (c. 1571–1606)"، Oxford Dictionary of National Biography، Oxford University Press، DOI:10.1093/ref:odnb/29767، مؤرشف من الأصل في 2016-03-05، اطلع عليه بتاريخ 2009-11-16 (يتطلب وجود اشتراك أو عضوية في المكتبة العامة في المملكة المتحدة)
29. ↑  Fraser 2005، صفحات 133–134
30. ↑  Haynes 2005، صفحات 55–59
31. ↑  Fraser 2005، صفحات 144–145
32. ↑  Fraser 2005، صفحات 146–147
33. ↑  Fraser 2005، صفحات 159–162
34. ↑  Bengsten 2005، صفحة 50
35. ↑  Fraser 2005، صفحة 150
36. ↑  Fraser 2005، صفحات 148–150
37. ↑  Fraser 2005، صفحة 170
38. ↑  Fraser 2005، صفحات 178–179
39. ↑  Northcote Parkinson 1976، صفحات 62–63
40. ↑  Northcote Parkinson 1976، صفحات 68–69
41. ↑  "History and A Modern Adaptation To The Spirit of Guy Fawkes". Steemit. 7 ديسمبر 2017. مؤرشف من الأصل في 2019-07-11. اطلع عليه بتاريخ 2019-07-11.
42. ↑  Northcote Parkinson 1976، صفحة 72
43. ↑  Fraser 2005، صفحة 189
44. ↑  Northcote Parkinson 1976، صفحة 73
45. ↑  Cobbett 1857، صفحة 229.
46. ↑  Fraser 2005، صفحات 208–209
47. ↑  Fraser 2005، صفحة 211
48. ↑  Fraser 2005، صفحة 215
49. ↑  Fraser 2005، صفحة 212
50. ↑  Younghusband 2008، صفحة 46
51. ↑  Bengsten 2005، صفحة 58
52. ↑  Bengsten 2005، صفحة 59
53. ↑  Fraser 2005، صفحات 216–217
54. ↑  Bengsten 2005، صفحة 60
55. ↑  Fraser 2005، صفحات 215–216, 228–229
56. ↑  Fraser 2005، صفحة 263
57. ↑  Fraser 2005، صفحات 263–266none
58. ↑  Fraser 2005، صفحة 273none
59. ↑  Fraser 2005، صفحات 266–269
60. ↑  Fraser 2005، صفحات 269–271none
61. ↑  Haynes 2005، صفحات 115–116
62. ↑  Allen 1973، صفحة 37
63. ↑  Guy Fawkes، York Museums Trust، مؤرشف من الأصل في 14 أبريل 2010، اطلع عليه بتاريخ 16 مايو 2010
64. ↑  Thompson 2008، صفحة 102
65. 1 2 3 4  House of Commons Information Office (سبتمبر 2006)، The Gunpowder Plot (PDF)، parliament.uk at web.archive.org، مؤرشف من الأصل (PDF) في 2005-02-15، اطلع عليه بتاريخ 2011-02-15
66. ↑  Fox & Woolf 2002، صفحة 269
67. ↑  Fraser 2005، صفحات 351–352
68. ↑  Fraser 2005، صفحة 356
69. ↑  Merriam-Webster (1991)، The Merriam-Webster new book of word histories، Merriam-Webster، ص. 208، ISBN:0-87779-603-3، مؤرشف من الأصل في 2018-08-14, entry "guy"
70. ↑  Sharpe 2005، صفحة 6
71. ↑  Harrison Ainsworth، William (1841)، Guy Fawkes; or, The Gunpowder Treason، Nottingham Society، مؤرشف من الأصل في 2020-01-26
72. ↑  Sharpe 2005، صفحة 128
73. ↑  Call، Lewis (يوليو 2008)، "A is for Anarchy, V is for Vendetta: Images of Guy Fawkes and the Creation of Postmodern Anarchism"، Anarchist Studies، مؤرشف من الأصل في 8 مارس 2023، اطلع عليه بتاريخ 10 نوفمبر 2008 – via مكتبة كويستيا على الإنترنت (التسجيل مطلوب)

## روابط خارجية
- جاي فوكس على موقع الموسوعة البريطانية (الإنجليزية)
- جاي فوكس على موقع إن إن دي بي (الإنجليزية)
- يوم جاي فوكس على مشروع الدليل المفتوح
- قصة جاي فوكس على البي بي سي، والفيديوهات المحفوظة
- مُحاكمات روبرت وينتور، توماس وينتور، جاي فوكس، جون جرانت، أمبروسي روكوود، روبرت كييس، توماس بيتس، سير إيفيرارد ديغبي